# دونغفانغ، هاينان
دونغفانغ (بالصينية: 东方市) هي مدينة من مدن الصين تقع في مقاطعة هاينان. يبلغ عدد سكانها 435000 نسمة. يبلغ ارتفاع المدينة عن سطح البحر قرابة 11 متر. تبلغ مساحتها 2256 كم².

## المناخ
يظهر الجدول التالي التغييرات المناخية على مدار السنة لدونغفانغ، هاينان:
| البيانات المناخية لـدونغفانغ، هاينان                                                         | البيانات المناخية لـدونغفانغ، هاينان | البيانات المناخية لـدونغفانغ، هاينان | البيانات المناخية لـدونغفانغ، هاينان | البيانات المناخية لـدونغفانغ، هاينان | البيانات المناخية لـدونغفانغ، هاينان | البيانات المناخية لـدونغفانغ، هاينان | البيانات المناخية لـدونغفانغ، هاينان | البيانات المناخية لـدونغفانغ، هاينان | البيانات المناخية لـدونغفانغ، هاينان | البيانات المناخية لـدونغفانغ، هاينان | البيانات المناخية لـدونغفانغ، هاينان | البيانات المناخية لـدونغفانغ، هاينان | البيانات المناخية لـدونغفانغ، هاينان |
| الشهر                                                                                        | يناير                                | فبراير                               | مارس                                 | أبريل                                | مايو                                 | يونيو                                | يوليو                                | أغسطس                                | سبتمبر                               | أكتوبر                               | نوفمبر                               | ديسمبر                               | المعدل السنوي                        |
| -------------------------------------------------------------------------------------------- | ------------------------------------ | ------------------------------------ | ------------------------------------ | ------------------------------------ | ------------------------------------ | ------------------------------------ | ------------------------------------ | ------------------------------------ | ------------------------------------ | ------------------------------------ | ------------------------------------ | ------------------------------------ | ------------------------------------ |
| الدرجة القصوى °م (°ف)                                                                        | 31.1 (88.0)                          | 32.2 (90.0)                          | 33.1 (91.6)                          | 35.5 (95.9)                          | 36.1 (97.0)                          | 36.5 (97.7)                          | 35.0 (95.0)                          | 35.3 (95.5)                          | 35.3 (95.5)                          | 34.5 (94.1)                          | 32.0 (89.6)                          | 30.9 (87.6)                          | 36.5 (97.7)                          |
| متوسط درجة الحرارة الكبرى °م (°ف)                                                            | 23.6 (74.5)                          | 24.1 (75.4)                          | 26.4 (79.5)                          | 30.1 (86.2)                          | 32.0 (89.6)                          | 32.4 (90.3)                          | 32.3 (90.1)                          | 32.1 (89.8)                          | 31.4 (88.5)                          | 30.0 (86.0)                          | 27.5 (81.5)                          | 24.5 (76.1)                          | 28.9 (84.0)                          |
| المتوسط اليومي °م (°ف)                                                                       | 19.3 (66.7)                          | 20.2 (68.4)                          | 22.6 (72.7)                          | 26.5 (79.7)                          | 28.7 (83.7)                          | 29.6 (85.3)                          | 29.5 (85.1)                          | 29.0 (84.2)                          | 27.7 (81.9)                          | 26.1 (79.0)                          | 23.4 (74.1)                          | 20.1 (68.2)                          | 25.2 (77.4)                          |
| متوسط درجة الحرارة الصغرى °م (°ف)                                                            | 16.1 (61.0)                          | 17.4 (63.3)                          | 19.8 (67.6)                          | 23.4 (74.1)                          | 25.7 (78.3)                          | 26.9 (80.4)                          | 26.7 (80.1)                          | 26.1 (79.0)                          | 24.8 (76.6)                          | 23.2 (73.8)                          | 20.2 (68.4)                          | 17.0 (62.6)                          | 22.3 (72.1)                          |
| أدنى درجة حرارة °م (°ف)                                                                      | 8.8 (47.8)                           | 9.0 (48.2)                           | 7.6 (45.7)                           | 14.6 (58.3)                          | 18.2 (64.8)                          | 22.4 (72.3)                          | 22.0 (71.6)                          | 21.9 (71.4)                          | 18.7 (65.7)                          | 15.5 (59.9)                          | 11.7 (53.1)                          | 6.4 (43.5)                           | 6.4 (43.5)                           |
| الهطول مم (إنش)                                                                              | 7.8 (0.31)                           | 13.3 (0.52)                          | 20.4 (0.80)                          | 30.6 (1.20)                          | 83.2 (3.28)                          | 111.5 (4.39)                         | 140.9 (5.55)                         | 210.2 (8.28)                         | 165.9 (6.53)                         | 121.4 (4.78)                         | 31.3 (1.23)                          | 13.2 (0.52)                          | 949.7 (37.39)                        |
| متوسط الأيام الممطرة (≥ 0.1 mm)                                                              | 3.6                                  | 4.9                                  | 5.0                                  | 5.5                                  | 7.2                                  | 7.5                                  | 7.8                                  | 11.5                                 | 13.3                                 | 11.5                                 | 4.6                                  | 3.3                                  | 85.7                                 |
| متوسط الرطوبة النسبية (%)                                                                    | 81                                   | 83                                   | 82                                   | 79                                   | 76                                   | 76                                   | 77                                   | 80                                   | 82                                   | 80                                   | 78                                   | 77                                   | 79                                   |
| ساعات سطوع الشمس الشهرية                                                                     | 179.2                                | 147.6                                | 185.3                                | 213.9                                | 270.6                                | 244.2                                | 263.5                                | 236.1                                | 217.2                                | 211.2                                | 202.2                                | 187.0                                | 2٬558                                |
| نسبة وصول أشعة الشمس                                                                         | 52                                   | 46                                   | 50                                   | 57                                   | 67                                   | 62                                   | 65                                   | 60                                   | 59                                   | 58                                   | 60                                   | 55                                   | 58                                   |
| المصدر #1: China Meteorological Data Service Center                                          |                                      |                                      |                                      |                                      |                                      |                                      |                                      |                                      |                                      |                                      |                                      |                                      |                                      |
| المصدر #2: China Meteorological Administration(precipitation days, sunshine hours 1971-2000) |                                      |                                      |                                      |                                      |                                      |                                      |                                      |                                      |                                      |                                      |                                      |                                      |                                      |